# Asma Barlas
Asma Barlas (Pakistán, 10 de marzo de 1950) es una escritora y académica paquistaní estadounidense. Sus especialidades incluyen política comparada e internacional, Islam y hermenéutica coránica, y estudios de la mujer.

## Primeros años
Barlas nació en Pakistán en 1950. Obtuvo una licenciatura en literatura y filosofía inglesas en el Kinnaird College y una maestría en periodismo de la Universidad de Panyab. También tiene una maestría y un doctorado en estudios internacionales de la Universidad de Denver.
Barlas fue una de las primeras mujeres en incorporarse al Ministerio de Asuntos Exteriores en 1976. Seis años más tarde, fue despedida por orden del general Zia ul Haq. Trabajó brevemente como editora asistente del periódico de oposición The Muslim antes de recibir asilo político en los Estados Unidos en 1983.
Barlas se unió al departamento de política de Ithaca College en 1991. Fue directora fundadora del Centro para el Estudio de la Cultura, Raza y Etnicidad durante 12 años. Ocupó la Cátedra Spinoza de Filosofía en la Universidad de Ámsterdam en 2008.
Barlas se ha centrado en la forma en que los musulmanes generan el conocimiento religioso, especialmente la exégesis patriarcal del Corán, un tema que ha explorado en su libro "Believing Women" in Islam: Unreading Patriarchal Interpretations of the Qur'an.
Rechaza que sus interpretaciones del Islam sean consideradas feminismo islámico, a menos que ese término se defina como "un discurso de igualdad de género y justicia social que deriva su comprensión y mandato del Corán y busca la práctica de los derechos y justicia para todos los seres humanos en la totalidad de su existencia a lo largo del continuo público-privado”.
En su primer libro, Democracy, Nationalism and Communalism: The Colonial Legacy in South Asia (Democracia, nacionalismo y comunalismo: el legado colonial en el sur de Asia), Barlas exploró la relación del militarismo en la política paquistaní con el colonialismo británico.

## Obras

### Ensayos
- Islam, Muslims, and the US: Essays on Religion and Politics (India, Global Media Publications, 2004)
- "Believing Women" in Islam: Unreading Patriarchal Interpretations of the Qur'an (University of Texas Press, 2002).
- Democracy, Nationalism, and Communalism: The Colonial Legacy in South Asia (Westview Press, 1995)
- Confronting Qur'anic Patriarchy (University of Texas Press, 2018) (forthcoming) (co-written with Raeburn Finn) ??
- "Believing Women" in Islam: Unreading Patriarchal Interpretations of the Qur'an (Revised edition. University of Texas Press, February 2019)[10]